# Selidosema herbuloti
Selidosema herbuloti là một loài bướm đêm trong họ Geometridae.